# Klaas Keuning
Klaas Ate Keuning (Oosterwolde, 9 september 1916 – Arnhem, 3 november 2000) was een Nederlands politicus.

## Familie
Keuning was een zoon van Ate Keuning (1884-1972), winkelier en grossier in koffie en thee, en Tjitske Kramer (1888-1984). Hij trouwde met Magdalena Jannetje Istha (1914-2001). Uit dit huwelijk werden twee zoons en een dochter geboren.

## Loopbaan
Keuning studeerde Nederlands recht aan de Universiteit Utrecht (1935-1941). Tijdens de Tweede Wereldoorlog was hij verbonden aan het Bureau Provinciale Voedselcommissaris in Utrecht. Vanaf 1945 was hij advocaat en procureur in Utrecht. Hij was van 1960 tot 1971 leraar staatsinrichting aan de rijksscholengemeenschap "Prof. P. Zeeman" te Zierikzee. Hij werd later griffier bij het Gerechtshof te Leeuwarden (1977-1980) en was vanaf 1981 weer werkzaam als advocaat en procureur.
Keunings politieke loopbaan startte in 1954, toen hij bij de, vanwege de watersnoodramp uitgestelde, gemeenteraadsverkiezingen in Zierikzee tot gemeenteraadslid werd gekozen namens de kiesvereniging Het Roer Om. In 1957 verliet hij de raad, omdat hij overstapte naar de PvdA. Namens deze partij werd hij bij de verkiezingen van 1958 wederom in de raad gekozen. Hij was daarnaast lid van de Provinciale Staten van Zeeland (1962-1972). Hij werd in 1964 wethouder (van onder meer onderwijs, cultuur, bijstandszaken en sport) en vanaf 1966 was hij ook locoburgemeester in Zierikzee.
In 1970 verliet hij de PvdA. Hij was toen al een aantal jaar aangesloten bij het Democratisch Appèl, waaruit de partij DS'70 voortkwam. Hij stopte dat jaar als wethouder, en in 1971 ook als raadslid. Van 3 augustus 1971 tot 3 augustus 1975 was hij lid van de Tweede Kamer der Staten-Generaal. Hij was justitie- en defensiewoordvoerder van DS'70 in de Tweede Kamer. In 1976 stapte hij over naar de VVD.
Hij had diverse nevenfuncties en was onder meer lid van het Hoger bestuur Koninklijke Nederlandse Vereniging 'Ons Leger' (1977-1984), lid van het presidium Maatschappelijke Raad voor de Krijgsmacht (vanaf 1980) en voorzitter van het Israël Comité Nederland (1982-1985).
Keunings overleed op 84-jarige leeftijd.
- Biografisch Portaal: 27069606
- Parlement.com: vg09lleuelxg